# 27048 Jangong
27048 Jangong è un asteroide della fascia principale. Scoperto nel 1998, presenta un'orbita caratterizzata da un semiasse maggiore pari a 2,3517381 UA e da un'eccentricità di 0,0978961, inclinata di 6,66777° rispetto all'eclittica.